# Coriaria lurida
Coriaria lurida là một loài thực vật có hoa trong họ Coriariaceae. Loài này được Kirk mô tả khoa học đầu tiên năm 1899.